# Урочище Лопушна
Лопу́шна — заповідне урочище в Українських Карпатах. Розташоване за 8 км на південь від села Осмолода Рожнятівського району Івано-Франківської області. 
Площа 17,6 га. Статус надано знідно з рішенням облвиконкому № 128 від 19.07.1988 року. Перебуває у віданні ДП «Осмолодський лісгосп» (Бистрицького л-во, кв. 16, вид. 9). 
Урочище створене з метою збереження високогірних насаджень бука з домішкою смереки та ялиці, що зростають на висоті 1000 м над рівнем моря, на південному 21° відрозі г. Подина (1154 м), біля г. Ігровець (масив Ґорґани). Насадження двоярусне, вік першого ярусу — 170 років, другого — 110 років. Запас деревини станом на 1988 рік — 440 м³/га. Має важливе фіто-історичне значення для вивчення історії карпатської рослинності. 
У 2007 році за сприяння Посольства Королівства Нідерландів в Україні громадською організацією «Туристичне товариство «Карпатські стежки» було встановлено інформаційно-охоронний знак (аншлаг).